# Miass (město)
Miass (rusky Миа́сс) je město v Čeljabinské oblasti v Ruské federaci. Při sčítání lidu v roce 2010 mělo přes 150 tisíc obyvatel.

## Poloha
Miass leží na stejnojmenné řece, přítoku Isetě, ve východním předhůří Jižního Uralu, západně od hřebene Ilmenských hor. Od Čeljabinsku, správního střediska celé oblasti, je vzdálen bezmála sto kilometrů na západ.
Je zde hrob 30 padlých československých legionářů.

## Dějiny
Miass byl založen v roce 1773 současně s výstavbou měděné huti. Rozvoji Miassu významně pomohl objev a těžba zásob zlata během 19. století. V listopadu 1941 rozhodla Státní komise pro obranu o přesunu automobilové výroby z moskevského závodu ZIS a tak vznikla v Miassu automobilka, která dnes nese jméno UralAZ.

### Rodáci
- Jakov Gavrilovič Amfitěatrov (1815–1879), biskup pod jménem Antonij
- Veniamin Leonťjevič Metěnkov (1857–1933), fotograf
- Vladimir Dmitrijevič Kuzněcov (1887–1963), fyzik
- Sergej Gerasimovič Uralov (1893–1969), sovětský politik
- Vladimir Nikolajevič Ivanov (1924–1995), herec
- Viktor Jevsejevič Suslin (1942–2012), skladatel
- Vladimir Georgijevič Surdin (*1953), astronom
- Leonid Nikolajevič Pokrovskij (*1963), biskup pod jménem Kirill